# Antler Hill
Antler Hill är en kulle i Kanada.   Den ligger i provinsen Alberta, i den centrala delen av landet, 2 900 km väster om huvudstaden Ottawa. Toppen på Antler Hill är 1 017 meter över havet, eller 55 meter över den omgivande terrängen. Bredden vid basen är 6,4 km.
Terrängen runt Antler Hill är huvudsakligen platt. Runt Antler Hill är det mycket glesbefolkat, med 5 invånare per kvadratkilometer.. Närmaste större samhälle är Innisfail, 5,7 km sydväst om Antler Hill. 
Trakten runt Antler Hill består till största delen av jordbruksmark.